# Eden Terrace
Eden Terrace est un faubourg d'Auckland, séparé d'Auckland Central Business District par Newton, qui marque sa limite nord. Il est bordé au sud par Mount Eden, à l'ouest par Grey Lynn et Kingsland, et à l'est par Grafton.